# Bothragonus occidentalis
Bothragonus occidentalis är en fiskart som beskrevs av Lindberg, 1935. Bothragonus occidentalis ingår i släktet Bothragonus och familjen pansarsimpor. Inga underarter finns listade.